# پسر جهنمی: شمشیر طوفان
پسر جهنمی: شمشیر طوفان (به انگلیسی: Hellboy: Sword of Storms) یک انیمیشن ویدئویی در ژانر اکشن و ماجراجویی به کارگردانی تد استونز است که در سال ۲۰۰۶ میلادی به صورت دی‌وی‌دی منتشر شد. این انیمیشن بر پایه کمیک بوک های پسر جهنمی نوشته مایک میگنولا می‌باشد. این انیمیشن در سال ۲۰۰۷ نامزد دریافت جایزه آمی شد.

## داستان
یک سامورایی در ژاپن به همراه شمشیر خود به جنگ جادوگران می‌رود و آنان را در داخل شمشیر زندانی می‌کند. پس از سال ها جادوگران، جسم یک دانشمند را تسخیر می‌کنند تا جلوی پسر جهنمی را بگیرند و....

## دنباله
دنباله این انیمیشن به نام پسر جهنمی: خون و آهن در سال ۲۰۰۷ منتشر شد.